# Neiße
La Neiße (in ceco Lužická Nisa, in polacco Nysa Łużycka e in tedesco Lausitzer Neiße) è un fiume che nasce e scorre in Repubblica Ceca per 54 km per poi segnare il confine (linea Oder-Neiße) tra Polonia e Germania per altri 198 km, per un totale di 252 km. Si getta nell'Oder vicino a Guben. Nasce presso le Montagne della Jizera, vicino a Nová Ves nad Nisou (monti lusaziani).
La presenza dell'aggettivo "lusaziana" nel nome in polacco e in tedesco è dovuta alla necessità di distinguere questo corso d'acqua dal fiume Nysa Kłodzka, che scorre in Slesia e che prende il nome dalla città ora polacca di Kłodzko.
Ha un bacino idrografico di 4297 km².

## Città lungo il fiume
- Jablonec nad Nisou, Repubblica Ceca
- Vratislavice nad Nisou, Repubblica Ceca
- Liberec, Repubblica Ceca
- Zittau, Germania
- Bogatynia, Polonia
- Görlitz, Germania; Zgorzelec, Polonia
- Pieńsk, Polonia
- Bad Muskau, Germania; Łęknica, Polonia
- Forst, Germania
- Guben, Germania; Gubin, Polonia